# Лотосові
Лотосові (Nelumbonaceae) — родина водних квіткових рослин. Лотос (Nelumbo) — єдиний сучасний рід, який містить Nelumbo lutea, що походить з Північної Америки, і Nelumbo nucifera, широко розповсюджений в Азії. Щонайменше чотири інші роди, Nelumbites, Exnelumbites, Paleonelumbo, Nelumbago,відомі зі скам'янілостей. Система APG IV 2016 року відносить родину до порядку Proteales, до клади евдікотових.
Колись Nelumbonaceae входили до родини латаття Nymphaeaceae. Генетичний аналіз визначив, що схожість між родинами є прикладом конвергентної еволюції. Nelumbonaceae — це сильно модифіковані евдикоти, що належать до порядку Proteales, їхніми найближчими живими родичами є платани (Platanaceae) і Proteaceae.